# レオスタ
『レオスタ』は、2010年3月29日から2023年3月31日まで北陸放送（MROテレビ）で放送されていた平日夕方のローカルワイドニュース番組である。2013年3月29日までは『情報ロック レオスタ』（じょうほうロック レオスタ）のタイトルで放送されていた（後述）。

## 概要
MROテレビの夕方のローカルワイドニュースとしては、『MROテレポート6』・『MRO NEWS ON 6』・『MROイブニングニュース』・『MROニュースランナー』・『総力報道!THE NEWS MRO』に続いて6代目のタイトルとなる。現在のキャッチフレーズは「あなたによりそう40分」（2021年1月から）。
2013年3月までのタイトルに使われていた『情報ロック』の「ロック」は午後6時台（18時台）及びMROテレビのチャンネル番号（アナログ放送親局及び地上デジタル放送のリモコンキーID）の6に由来し、『レオスタ』の「レオ」は本番組キャスターの松村玲郎（まつむられお）の愛称である（事実上の冠番組）。
2013年4月のリニューアルで番組タイトルから『情報ロック』が外され『レオスタ』に変更となった。
2019年4月以降、大型連休等で放送時間を10分に短縮する場合があるほか、全国のニュース・スポーツ（JNNスポーツ）を放送していた時期がある。
2021年1月のリニューアルで番組ロゴやテーマ曲が刷新され、テロップも『Nスタ』共通デザインに変更。さらに『Nスタ』内のエンタメニュースを1項目録画放送（主にエンタメで第0部または第1部に放送されたものを再放送することが多い）するようになったが、2022年10月以降は2022年10月から月曜日を中心にTBS NEWS DIGを元にしたJNN各局の特集を放送している。

## 番組の終焉
2023年3月31日をもって終了し、同年4月3日からは本番組の後継番組として『Atta』を開始する。

## 出演者
| メインキャスター     | 松村玲郎   | 兵藤遥陽（2021.1 - ） | 兵藤遥陽（2021.1 - ）                  |
| フィールドキャスター | 久保田修平 | 牛田和希              | 石橋弘崇                               |
| お天気キャスター     | 入江美寿々 | 西尾知亜紀            | 中山隼仁（気象予報士（不定期）、記者） |

## 過去の出演者
- 須田健太郎、土井悠平、坐間妙子（いずれも、県内スポーツコーナーキャスターとして出演。）
- 西尾知亜紀（番組開始当初、お天気キャスターを担当。2013年4月1日 ‐ 2016年4月1日まで、お天気キャスター兼中継キャスターとして出演。）
- 小野塚愛美（2016年4月4日 - 2017年9月22日まで、お天気キャスター兼フィールドリポーターとして出演。）
- 赤間有華（2017年9月25日 - 2019年2月28日まで、お天気キャスター兼フィールドリポーターとして出演。）
- 福島彩乃（2018年4月 - 2019年3月27日まで、月 - 水 サブキャスターを担当）
- 室照美
- 大木文香
- 前原智子（2013年4月から2018年3月まで月 - 金曜、同年4月から2019年3月まで木曜・金曜、同年4月から2020年12月まで再度月 - 金曜）
- 谷川恵一（月曜のスポーツコーナー担当、2020年4月からは新型コロナウイルスの影響で不定期出演となっていた）
- 竹村りゑ（2021年1月 - 9月24日まで、お天気キャスターとして出演。）

## 放送時間
| 期間          | 期間          | 月曜                 | 火曜                 | 水曜                 | 木曜                 | 金曜                 |
| ------------- | ------------- | -------------------- | -------------------- | -------------------- | -------------------- | -------------------- |
| 2010年3月29日 | 2016年2月末   | 18:15 - 19:00（JST） | 18:15 - 19:00（JST） | 18:15 - 19:00（JST） | 18:15 - 19:00（JST） | 18:15 - 19:00（JST） |
| 2016年3月     | 2016年3月     | 18:15 - 19:00        | 18:15 - 19:00        | 18:15 - 19:00        | 18:15 - 19:00        | 18:15 - 18:55        |
| 2016年4月     | 2016年9月30日 | 18:15 - 19:00        | 18:15 - 19:00        | 18:15 - 18:55        | 18:15 - 19:00        | 18:15 - 18:55        |
| 2016年10月3日 | （現在）      | 18:15 - 18:55        | 18:15 - 18:55        | 18:15 - 18:55        | 18:15 - 18:55        | 18:15 - 18:55        |

## タイムテーブル
- 放送時間は大体の目安（2023年3月）
- 18:15　オープニング・石川県内などのニュース、若手男性アナウンサーの取材
- 18:30　天気予報
- 18:35　ニュース特集（月曜日は『TBS NEWS DIG』を元にしたJNN各局の特集、金曜は『MRO NEWS DIG』のニュースアクセスランキング）
- 18:47　ニュースフラッシュ、明日のニュース
- 18:52　MROスクープ投稿

## 番組テーマソング
- 2010年3月29日 - 2013年3月末  不明
- 2013年4月 - 2016年3月末  北方寛丈氏編曲
- 2016年4月 - 2019年5月  NAOTO - Progress
- 2019年5月 - 2020年12月　不明
- 2021年1月 - 現在　GT-K - 「Into the light」